# اندیس خاک رس (شرکت سیمان فارس فر)
خاک رس (شرکت سیمان فارس فر) یک اندیس مصالح ساختمانی است که در  استان فارس قرار دارد و مادهٔ معدنی موجود در آن، خاک رس است.سنگ میزبان این اندیس کنگلومرا است  